# Grojec (powiat oświęcimski)
Grojec – wieś w Polsce położona w województwie małopolskim, w powiecie oświęcimskim, w gminie Oświęcim.

## Położenie
Wieś leży na północno-zachodniej krawędzi Wysoczyzny Osieckiej opadającej ku dolinie Soły. Od zachodu i południa otaczają ją liczne stawy rybne, które powstały już w dalekiej przeszłości.
W granicach sołectwa znajduje się również wieś Łazy.

## Części wsi
| SIMC    | Nazwa           | Rodzaj     |
| ------- | --------------- | ---------- |
| 0063800 | Adolfin         | przysiółek |
| 0063816 | Czajki          | przysiółek |
| 0063822 | Czerna          | przysiółek |
| 0063785 | Łęg             | część wsi  |
| 0063791 | Na Zapłociu     | część wsi  |
| 0063845 | Skotnica        | przysiółek |
| 0063851 | Stawy Grojeckie | przysiółek |
| 0063868 | Żabia Ulica     | przysiółek |

## Historia
Nazwa wsi, która najpierw brzmiała „Grodziecz” jest pochodzenia topograficznego. Na tzw. Górze Grojeckiej, jak również w Łazach istnieją ślady grodzisk z początku minionego tysiąclecia. Pierwsza wzmianka o Grojcu (w formie Grozey) występuje w dokumencie lokacyjnym sąsiedniej wsi Sępnia (Poręba Wielka) wystawionym w 1285 roku. Właścicielem wsi był Siema (Ziema) h. „Gryf”. Od XIV do XV wieku, kiedy to w ramach wiana żony (1497 r.) Grojec dostał się Porębskim h. „Kornicz”. W 1682 roku (po prawie dwustu latach) wieś przejmuje ich powinowaty Andrzej Nielepiec h. „Prus”, a od jego wnuczek Grojec nabył w 1722 roku baron Antoni Szembek. W 1799 roku od Szembeków odkupił go hrabia Ignacy Bobrowski h. „Jastrzębiec”. Jego wnuk Adolf założył folwark i osadę zwaną od jego imienia Adolfinem.
Politycznie od około 1315 roku wieś znajdowała się w granicach księstwa oświęcimskiego. W dokumencie sprzedaży księstwa oświęcimskiego Koronie Polskiej przez Jana IV oświęcimskiego wystawionym 21 lutego 1457 miejscowość wymieniona została jako Grodecz. Nazwę miejscowości w zlatynizowanej staropolskiej formie Grodzyecz oraz Grodzecz wymienia także w latach 1470–1480 Jan Długosz w księdze Liber beneficiorum dioecesis Cracoviensis.
Na krótko właścicielem Grojca był ożeniony z wdową po Adolfie Kornel Chwalibóg, po czym w 1905 roku jego spadkobiercy sprzedali pałac i znajdujące się tam dobra księciu Aleksandrowi Radziwiłłowi. Pałac, obecnie odrestaurowany, przebudowany został pod koniec XVIII wieku przez Ignacego Bobrowskiego.
Miejscowa parafia katolicka została po raz pierwszy wzmiankowana w spisie świętopietrza parafii dekanatu Oświęcim diecezji krakowskiej z 1326 roku pod nazwą Grozecz, a proboszczem był Venceslaus.
Obecny kościół drewniany pw. św. Wawrzyńca, zbudowany w 1671 roku przez hr. Zygmunta Porębskiego, został od podstaw przebudowany w latach 1764–1767 przez Annę Szembekową z Potockich, wdowę po właściwym fundatorze Jakubie Franciszku Szembeku (dziedzicu w Grojcu, Zaborzu, Rajsku i Kaszewicach, gdzie zmarł 19 czerwca 1765 roku ). W kościele grojeckim pod epitafium z czarnego marmuru umieszczono w srebrnej puszce jego serce. Ciekawym jak na ówczesne czasy było założenie, przez wspomnianego już hrabiego Andrzeja Nielepca h. „Prus”, 30 marca 1713 roku fundacji na rzecz utrzymania „po wieczne czasy” przez miejscowego plebana „szpitala dla bezdomnych i sierot”. Fundacja została zaintabulowana na dochodach z majątku w Olszowicach k. Krakowa (70% na szpital, 30% na kościół w Grojcu). Szpital dla ok. 12–16 ubogich (drewniana chata kryta słomą) utrzymał się oficjalnie aż do 11 października 1926 roku, kiedy to zdecydowano o jego rozbiórce z braku środków na remont lub budowę nowego. Po II wojnie tradycję przejął utworzony w pałacu w latach 60. Państwowy Dom Opieki Społecznej, obecnie Zakład Opiekuńczo-Leczniczy (PZOL) dla upośledzonych dziewcząt i kobiet.
W latach 1954–1972 wieś należała i była siedzibą władz gromady Grojec. W latach 1975–1998 miejscowość należała administracyjnie do województwa bielskiego.

## Zabytki
Obiekt wpisany do rejestru zabytków nieruchomych województwa małopolskiego.
- Kościół pw. św. Wawrzyńca;
- zespół pałacowy: pałac, park, resztówka zabudowań gospodarczych;
- założenie pałacowo – parkowe;
- osada neolityczna.

## Religia
Na terenie wsi działalność duszpasterską prowadzi Kościół Rzymskokatolicki (parafia Świętego Wawrzyńca).